# Ситуационный центр
Ситуационный/диспетчерский центр — это помещение (зал, комната, кабинет), оснащённое средствами коммуникаций (видео-конференц-связь, конференц-связь и другими средствами интерактивного представления информации), предназначенное для оперативного принятия управленческих решений, контроля и мониторинга объектов различной природы, ситуаций и других функций.
Ситуационные центры сегодня используются:
- федеральными органами государственной власти (президент[1], правительство[2], федеральные министерства[3], агентства и др.);
- региональными органами субъектов РФ и местного самоуправления (краевые и областные администрации, мэрии и др.)[4];
- крупными промышленными предприятиями в отраслях энергетики, нефтегазовой, транспортной и др;
- образовательными учебными учреждениями и др.

Примеры известных российских ситуационных/диспетчерских центров:
- ситуационный центр МЧС России[5] Центр используется для сбора и анализа всех поступающих данных (разрушения, погибшие и т. п.), координации проведения спасательных операций, контактов со СМИ и т. п.
- ситуационный центр  Российской академии государственной службы при Президенте РФ[6]

Центр предназначен для поддержки ресурсами и средствами разнообразных активных форм проведения занятий со слушателями всех видов и форм обучения; поддержки ресурсами и средствами научно-исследовательских и информационно-аналитических работ, проводимых в академии, обучения персонала ситуационных центров использованию современных информационных, аналитических и технологических средств; проведения деловых игр по заявкам органов государственной власти и местного самоуправления;
стендовой отработки интеллектуальных информационных технологий и создание прототипов рабочих технологий федеральных органов власти.
- диспетчерский центр ГИБДД г. Москвы

Центр используется для сбора информации о дорожной ситуации. Позволяет контролировать информацию с сотен камер видеонаблюдения, установленных на дорогах города, отображать текущую дорожную обстановку (аварии, пробки и др.) на интерактивной карте, оперативно управлять дорожной ситуацией (координировать действие патрулей ГИБДД, менять режимы работы светофоров, режимы проезда на улицах) и многое другое.
- ситуационный центр  Московского метрополитена[7]

Ситуационный центр предназначен для обработки в режиме реального времени всех сигналов о чрезвычайных ситуациях, происходящих на территории метрополитена. Операторы центра принимают вызовы, поступающие с колонн экстренного вызова, установленных на большинстве станций, а также просматривают сигналы с камер видеонаблюдения.
- ситуационный центр Рособрнадзора

Ситуационный центр предназначен для разработки, оперативного анализа и реализации мер, направленных на повышение объективности единого государственного экзамена и проведение его без нарушений. К его работе привлечены специалисты Рособрнадзора в области оценки качества, контроля и надзора в образовании, представители ФИПИ, ФЦТ, эксперты в сфере информационной безопасности. Кроме того, планируется приглашать специалистов других профессиональных сфер деятельности для выработки эффективных решений, так или иначе связанных с проведением единого государственного экзамена.
- ситуационный центр ЦОДД Москвы

Ситуационный центр предназначен  для регулирования работы интеллектуальной транспортной системы города. Система включает в себя 6700 детекторов транспортных потоков, 1700 управляемых светофорных объектов, 1200 комплексов фото- и видеофиксации нарушений ПДД, 180 динамических информационных табло, 150 управляемых дорожных знаков. Основное направление развития - интеграция всей системы, построение системы управления дорожным движением, работа светофорных объектов, дорожных знаков, информационных табло.

## Основные задачи ситуационных/диспетчерских центров

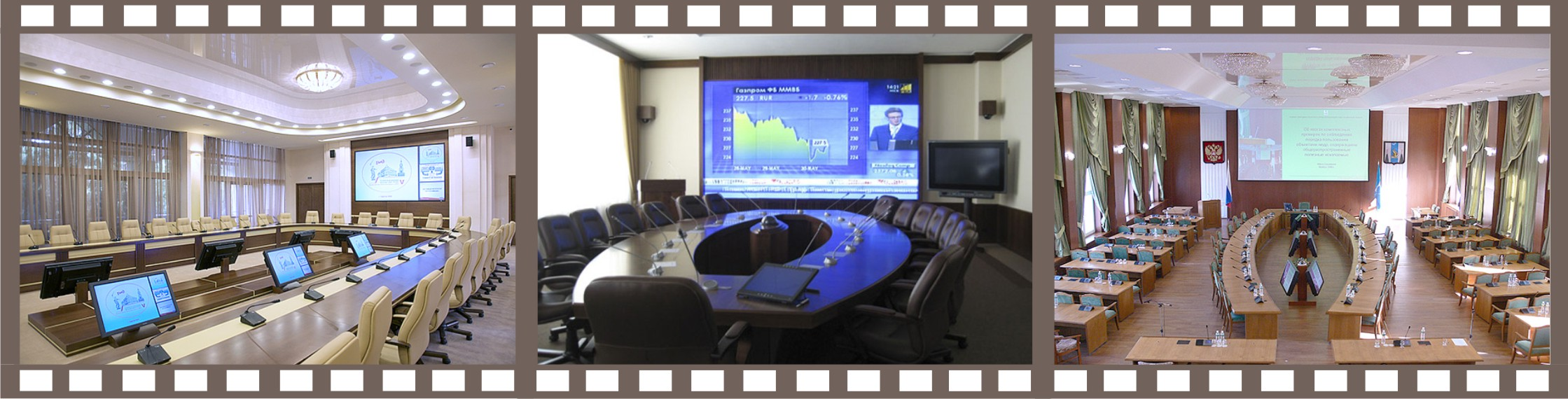
Ситуационные центры Российской Федерации

Основными задачами ситуационных/диспетчерских центров являются:
- мониторинг состояния объекта управления с прогнозированием развития ситуации на основе анализа поступающей информации;
- моделирование последствий управленческих решений, на базе использования информационно-аналитических систем;
- экспертная оценка принимаемых решений и их оптимизация;
- управление в кризисной ситуации.

## Оснащение ситуационных/диспетчерских центров
Основными элементами технического оснащения ситуационного/диспетчерского центра является:
- локальная вычислительная сеть, позволяющая вводить, обрабатывать и хранить информацию по направлению деятельности ситуационного центра
- экран коллективного пользования (видеостена, проекционная установка)

Экран коллективного пользования — это система мультиэкранного отображения данных различного вида (видеоизображения, электронные карты, графики и диаграммы, текстовая документация в электронном виде). Благодаря модульной конструкции система может конфигурироваться индивидуально под конкретные помещения и задачи. Ключевым свойством экрана коллективного пользования является разрешение и, соответственно, информационная ёмкость, позволяющая представлять на одном экранном поле множество «окон», содержащих полноценные изображения от множества источников.
- средства видеоконференцсвязи

Средства видеоконференцсвязи играют одну из ключевых ролей в ситуационном центре, обеспечивая проведение коллективных совещаний между удаленными участниками обсуждения.
- система звукооснащения

Система звукооснащения обычно включает конференц-систему, предназначенную для проведения групповых обсуждений. При этом каждое рабочее место участника совещаний в ситуационном/диспетчерском центре оснащается отдельным микрофоном (микрофонным пультом) для выступлений. Система звукооснащения также включает системы усиления (микширования) звука и акустические системы.
- вспомогательное оборудование

Вспомогательным оборудованием являются электронные средства ввода и отображения графических данных, такие как документ-камеры, интерактивные доски и др.
- интегрированная система управления

Система управления ситуационного/диспетчерского центра обеспечивает взаимодействие всех элементов технического оснащения. В силу высокой сложности система управления обычно требует постоянного присутствия обслуживающего персонала.